# Kudadhigandu
Kudadhigandu ou Kuradhigandu est une petite île inhabitée des Maldives.

## Géographie
Kudadhigandu est située dans le centre des Maldives, au Sud-Ouest de l'atoll Mulaku, dans la subdivision de Meemu. Elle voisine l'île plus grande de Kureli.